# Molarna koncentracija
Molarna koncentracija, ili molarnost, količinska koncentracija, mera je koncentracije rastvorka u rastvoru, ili bilo koje hemijske vrste, u smislu količine supstance u datoj zapremini. Jedinica molarne koncentracije koja se koristi u hemiji je mol/L. Koncentracija rastvora od 1 mol/L se isto tako označava kao 1 molar (1 M).

## Definicija
Molarna koncentracija ili molarnost se najčešće izražava u jedinicama molova rastvorka po litru rastvora. Za širu upotrebu ona se definiše kao količina rastvorka po jedinici zapremine rastvora, ili po jedinici zapremine koja je dostupna hemijskoj vrsti. Molarna koncentracija se označava sa slovom c:
{\displaystyle c={\frac {n}{V}}={\frac {N}{N_{\rm {A}}\,V}}={\frac {C}{N_{\rm {A}}}}.}
gde je n količina rastvorka u molovima, N je broj molekula koji su prisutni u zapremini V (u litrama), odnos N/V je brojna koncentracija C, i NA je Avogadrova konstanta, koja je približno 6.022×1023 mol−1. Ili jednostavno: 1 molar = 1 M = 1 mol/litra.
U termodinamici upotreba molarne koncentracije obično nije pogodna, zato što zapremina većine rastvora u izvesnoj meri zavisi od temperature, čija manifestacija su termalne ekspanzije. Taj problem se obično rešava uvođenjem temperaturno korekcionih faktora, ili koristeći koncentracione oblike koji ne zavise od temperature, kao što je molalitet.
Recipročni kvantitet predstavlja razblaženje, koja se javlja u Ostvaldovom zakonu razblaženja.

## Jedinice
U Međunarodnom sistemu jedinica (SI) osnovna jedinica molarne koncentracije je mol/m3. Međutim, ta jedinica uglavnom nije praktična za laboratorijske svrhe i stoga se u hemijskoj literaturi trandicionalno koriste mol/dm3, ili mol dm−3, ili mol/L. Ova tradicionalna jedinica se često obeležava velikim slovom M, kojem ponekad prethodi SI prefiks koji označava delove, na primer:
mol/m3 = 10−3 mol/dm3 = 10−3 mol/L = 10−3 M = 1 mmol/L = 1 mM.
Reči "milimolaran" i "mikromolaran" se odnose na mM i μM (10−3 mol/L i 10−6 mol/L), respektivno.
| Ime          | Skraćenica | Koncentracija                      | Koncentracija (SI jedinica) |
| ------------ | ---------- | ---------------------------------- | --------------------------- |
| milimolaran  | mM         | 10−3 mol/dm3                       | 100 mol/m3                  |
| mikromolaran | μM         | 10−6 mol/dm3                       | 10−3 mol/m3                 |
| nanomolaran  | nM         | 10−9 mol/dm3                       | 10−6 mol/m3                 |
| pikomolaran  | pM         | 10−12 mol/dm3                      | 10−9 mol/m3                 |
| femtomolaran | fM         | 10−15 mol/dm3                      | 10−12 mol/m3                |
| atomolaram   | aM         | 10−18 mol/dm3                      | 10−15 mol/m3                |
| zeptomolaran | zM         | 10−21 mol/dm3                      | 10−18 mol/m3                |
| joktomolaran | yM         | 10−24 mol/dm3 (1 čestica po 1.6 L) | 10−21 mol/m3                |

## Spoljašnje veze
- Molar Solution Concentration Calculator
- Experiment to determine the molar concentration of vinegar by titration